# کوبیلس
کوبیلس (به اسپانیایی: Cubillos) یک دهستان‌های اسپانیا و دهستان و منطقه مسکونی در اسپانیا است که در استان سامرا واقع شده‌است. کوبیلس ۲۴ کیلومتر مربع مساحت دارد.